# Исак Сион
Исак Барух Сион е югославски комунистически партизанин от еврейски произход.

## Биография
Роден е през 1916 година в град Солун. През 1920 година семейството му се преселва в Щип. През 1940 година става член на Югославската комунистическа партия. През 1941 година се връща в Щип и се включва в рамките на Шарския отряд. От 1942 година е в Местния комитет в Битоля. На 11 март 1943 година евреите от Щип се извозват към лагери и единствен Сион успява да избяга и да се скрие при Фируз Демир. На 19 май се включва във Втори плачковички отряд „Гоце Делчев“, а от 16 септември и в Шарпланинския партизански отряд. На 10 ноември 1943 година се включва в отряда на Християн Тодоровски - Карпош в батальон „Орце Николов“, в рамките на Трета македонска ударна бригада. Като заместник политически комисар на трети батальон Исак Сион участва в боевете около Пролетната офанзива. Делегат е на Първото заседание на АСНОМ. Носител е на Партизански възпоменателен медал 1941 година.